# Stàraia Kazinka
Stàraia Kazinka (en rus: Старая Казинка) és un poble de l'óblast de Tambov, a Rússia, segons el cens del 2010 tenia 362 habitants.